# Hyuri Henrique de Oliveira Costa
Hyuri Henrique de Oliveira Costa, genannt Hyuri, (* 26. September 1991 in Rio de Janeiro) ist ein brasilianischer Fußballspieler.

## Karriere
Hyuri startete seine Laufbahn in der Jugendmannschaft von Audax Rio de Janeiro. Hier schaffte er auch den Sprung in den Profikader. Am 7. Juli 2011 bestritt er sein erstes Profispiel in der Série D. 2013 ging der Spieler für eine Saison zum Erstligisten Botafogo FR. Hier gab er am 6. September 2013, dem 18. Spieltag der Série A 2013 sein Debüt. Im Heimspiel gegen den Coritiba FC stand er in der Startelf und erzielte die Tore zum 2:0 (40. Minute) und 3:0 (50. Minute) (Entstand-3:1). Es schloss sich ein Wechsel nach China zum Beijing Renhe an. Mit dem Klub spielte er in der höchsten chinesischen Liga. Das erste Spiel bestritt er am 8. März 2014 gegen Jiangsu Suning. In dem Spiel stand er in der Startelf. Sein erstes Ligator in China erzielte Hyuri am 18. April 2017 im Auswärtsspiel gegen Henan Jianye. In der 68. Minute traf er zum 1:2-Entstand. Bei Beijing Renhe verblieb er zwei Jahre. Nach Auslaufen seines Vertrages Ende 2015 ging er wieder nach Brasilien und wurde Atlético Mineiro unter Vertrag genommen. Bei Mineiro gab Hyuri sein Debüt auf internationaler Klubebene. In der Copa Libertadores 2016 traf sein Klub am 18. Februar 2016 in Arequipa auf den FBC Melgar. In dem Wettbewerb gelang ihm auch sein erstes Tor auf internationaler Ebene. Zuhause traf Mineiro am 17. März 2016 auf CSD Colo-Colo aus Chile. Hyuri kam in der 64. Minute für Patric ins Spiel und traf nach Zuspiel von Júnior Urso in der 73. Minute zum 3:0-Entstand.
Im Februar 2017 wurde Hyuri wieder für ein Jahr nach China ausgeliehen. Er kam zu Chongqing Lifan. Der Klub zahlte eine Leihgebühr von einer Million Dollar. Nach seiner Rückkehr spielte Hyuri 2018 auf Leihbasis für den Ceará SC und die AA Ponte Preta. Nachdem er bei Mineiro für 2019 auch keine Rolle in der Kaderplanung gespielt hatte, wurde er bis Jahresende an Sport Recife ausgeliehen. Nach dem Ende der Leihe kündigte Hyuri seinen Vertrag mit Atlético Mineiro und unterzeichnete im Februar 2020 bei Atlético Goianiense. Der Vertrag erhielt eine Laufzeit bis zum Ende der Saison. Im November wurde der Vertrag vorzeitig durch den Klub gekündigt. Bereits einen Tag nach seiner Kündigung unterzeichnete Hyuri beim Clube de Regatas Brasil. Beim CRB stand er bis Anfang August 2021 unter Vertrag. Von August 2021 bis Januar 2021 spielte er in den Vereinigten Arabischen Emiraten beim Hatta Club. Im Januar 2022 zog es ihn nach Malaysia, wo er einen Vertrag beim Selangor FC unterschrieb. Der Verein aus Shah Alam spielte in der ersten Liga, der Malaysia Super League. Bei dem Klub blieb er nur bis zum Ende der Malaysia Super League 2022 im Oktober des Jahres. Danach kehrte er in seine Heimat zurück.
Anfang Dezember 2022 gab der Vila Nova FC die Verpflichtung von Hyuri bekannt. Nach der Austragung der Staatsmeisterschaft, verließ Hyuri den Klub wieder und wurde zum zweiten Mal vom Clube de Regatas Brasil. Mit diesem trat er in 16 Spielen (zwei Tore) in der Série B 2023 an. Zum Start in die Saison gewann er mit dem Paysandu SC die Staatsmeisterschaft von Pará 2024 und trat anschließend mit dem AD Confiança in der Série C an. Im September des Jahres ging Hyuri wieder ins Ausland. Er unterzeichnete einen Kontrakt bei Quảng Nam FC aus Vietnam. Am 26. Oktober bestritt er sein erstes Spiel in der V.League 1. Im Spiel beim Hồ Chí Minh City FC wurde er in der 79. Minute für Đặng Văn Lâm eingewechselt. Im Heimspiel gegen den Sông Lam Nghệ An am 15. November erzielte er mit dem Tor zum 1:1-Endstand in der 75. Minute seinen ersten Ligatreffer.

## Erfolge
Beijing Renhe
- Chinese FA Super Cup: 2014

Paysandu
- Staatsmeisterschaft von Pará: 2024

## Trivia
Hyuri ist ein Neffe von Carlos Kaiser, welcher internationale Bekanntheit als Hochstapler erlangte, da es ihm trotz geringer fußballerischer Fähigkeiten gelungen war, bei verschiedenen Profivereinen unter Vertrag genommen zu werden.